# جایگزین (فیلم ۲۰۲۰)
جایگزین (به انگلیسی: The Stand-In) فیلمی محصول سال ۲۰۲۰ و به کارگردانی جیمی بابیت است. در این فیلم بازیگرانی همچون درو بریمور، مایکل زیگن، تی جی میلر، هالند تیلور، اندرو رنلز، لینا دانم، آدریان مارتینز، ریچارد کیند، جولیانا رانتسیک و دالی ولز ایفای نقش کرده‌اند.